# Étivey
Étivey – miejscowość i gmina we Francji, w regionie Burgundia-Franche-Comté, w departamencie Yonne.
Według danych na rok 1990 gminę zamieszkiwało 229 osób, a gęstość zaludnienia wynosiła 8 osób/km² (wśród 2044 gmin Burgundii Étivey plasuje się na 683. miejscu pod względem liczby ludności, natomiast pod względem powierzchni na miejscu 201.).